# Mirandaphera
Mirandaphera is een geslacht van weekdieren uit de klasse van de Gastropoda (slakken).

## Soorten
- Mirandaphera arafurensis (Verhecken, 1997)
- Mirandaphera cayrei Bouchet & Petit, 2002
- Mirandaphera maestratii Bouchet & Petit, 2002
- Mirandaphera tosaensis (Habe, 1961)